# Triaenodes copelatus
Triaenodes copelatus là một loài Trichoptera trong họ Leptoceridae. Chúng phân bố ở miền Australasia.